# Малые Ночевки
Малые Ночевки — деревня в Пошехонском районе Ярославской области России. 
В рамках организации местного самоуправления входит в Белосельское сельское поселение, в рамках административно-территориального устройства — в Приухринский сельский округ.

## География
Расположена в 34 км к юго-востоку от центра города Пошехонье.

## Население
| 2007 | 2010 |
| ---- | ---- |
| 95   | ↗116 |

Согласно результатам переписи 2002 года, в национальной структуре населения русские составляли 100 % от всех жителей.

## Транспорт
Деревня расположена в 2,2 км от автодороги регионального значения 78К-0010 «Данилов — Пошехонье».
Обслуживается автобусным маршрутом №108 Пошехонье — Гужово. Ближайшая остановка находится в деревне Большие Ночевки.